# Walckenaeria breviaria
Walckenaeria breviaria este o specie de păianjeni din genul Walckenaeria, familia Linyphiidae. A fost descrisă pentru prima dată de Crosby și Bishop, 1931. Conform Catalogue of Life specia Walckenaeria breviaria nu are subspecii cunoscute.